# Ajn Wurajda
Ajn Wurajda (arab. عين وريدة) – wieś w Syrii, w muhafazie Hama. W 2004 roku liczyła 468 mieszkańców.